# R・J・レイノルズ・ジュニア
リチャード・ジョシュア・レイノルズ・ジュニア（Richard Joshua Reynolds Jr.、1906年4月4日 - 1964年12月14日）は、アメリカ合衆国の実業家、政治家である。

## 生涯
大手たばこメーカー、R・J・レイノルズ・タバコ(RJR)の創業者R・J・レイノルズとキャサリン・スミスの長男として1906年4月4日に生まれた。父は1918年に、母は1924年に亡くなり、以降は叔父のウィリアム・ニール・レイノルズ夫妻に育てられた。
RJR社の社長職は、ウィリアムからレイノルズ家出身者以外の人物に継承された。レイノルズは、RJR社には10代の頃に勤務したことがあるだけで、その要職には就かず、デルタ航空の創業に関わった。また、民主党の政治家となり、ウィンストン・セーラム市長や民主党全国委員会の会計係を務めた。また、ヨットや飛行機の操縦もした。
1934年、ジョージア州のサペロ島を購入した。1938年にティリンガースト・ローメデュー・ヒューストンが死去した後、ヒューストンが保有していたバトラー島農園を購入した。

## 私生活
レイノルズは生涯に4度結婚している。
最初の妻は社交家のエリザベス・マコー・ディラード(Elizabeth McCaw Dillard)で、以下の4人の子供をもうけた。
- リチャード・ジョシュア・レイノルズ3世 Richard Joshua Reynolds III (1933-1994)
- ジョン・ディラード・レイノルズ John Dillard Reynolds (1935-1990)
- ザッカリー・テイラー・レイノルズ Zachary Taylor Reynolds (1938-1979)[8][9][10]
- ウィリアム・ニール・レイノルズ William Neal Reynolds (1940-2009)

2人目の妻は女優のマリアン・オブライエン(Marianne O'Brien)で、以下の2人の子供をもうけた。
- パトリック・レイノルズ Patrick Reynolds (1948-) - 俳優、タバコ規制活動家
- マイケル・ランドルフ・レイノルズ Michael Randolph Reynolds (1947–2004)[1]

3人目の妻はミュリエル・マーストン・グリノー(Muriel Marston Greenough)で、カナダの実業家、アンソニー・ヘゼルトン・マーストンの妹である。ミュリエルとの間に子供は生まれなかった。
最初の3回の結婚生活は、いずれも離婚により終わった。4回目の結婚は、1961年、精神科医のアンマリー・シュミット(Annemarie Schmitt)と行った。
レイノルズは1960年に肺気腫に罹患し、これが元で1964年12月14日に死亡した。